# Alfred Meissner

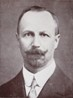
Alfred Meissner

Alfred Meissner, tschechisch Alfréd Meissner (* 10. April 1871 in Jungbunzlau; † 29. September 1950 in Prag) war ein tschechischer Jurist, tschechoslowakischer sozialdemokratischer Politiker, Justizminister und Überlebender des Holocaust.

## Lebenslauf
Meissner absolvierte ein Studium der Rechtswissenschaften an der Universität Wien und der tschechischen Universität Prag, legte dort die juristischen Staatsprüfungen ab und promovierte 1894 zum Doktor der Rechtswissenschaften. Anschließend war er als Rechtsanwalt in Prag tätig und ab 1895 führendes Mitglied der tschechischen sozial-demokratischen Partei. Während des Ersten Weltkriegs war er Mitglied des tschechischen Nationalausschusses bis zum Ende der Monarchie Österreich-Ungarn.
Nach Gründung der Tschechoslowakei 1918 gehörte Alfred Meissner bis 1939 der Prager Nationalversammlung an. 1920 und 1929 bis 1934 war er Justizminister und 1934/1935 Minister für soziale Fürsorge. Meissner wurde 1930 Ehrenpräsident für die Internationale Kriminalistische Vereinigung in Prag. Er war an der Erarbeitung zahlreicher Gesetze der Tschechoslowakei maßgebend beteiligt, u. a. an der Verfassung von 1920 und entfaltete eine umfangreiche publizistische Tätigkeit im Bereich der Gesetzgebung und Sozialpolitik. Er selbst war Direktor der Glimmer-Fabrik und mit Rosa, geborene Sommer (* 1887) verheiratet; das Paar hatte drei Kinder.
Nach Entstehung des Protektorat Böhmen und Mähren 1939 unter Verwaltung des Deutschen Reiches wurde er aufgrund seiner jüdischen Herkunft gemeinsam mit seiner Ehefrau in das Ghetto Theresienstadt deportiert, wo er am 30. Januar 1942 ankam. Im Theresienstadt-Konvolut ist er als „A-Prominenter“ aufgeführt und leitete die Verlassenschaftsabteilung am Ghettogericht.  Er gehörte dem Judenrat unter Benjamin Murmelstein ab 1944 an und war Mitunterzeichner dessen Aufrufes an die befreiten Mithäftlinge vom 6. Mai 1945, in dem die Übernahme des Ghettos nach Ende des Zweiten Weltkrieges und damit die Befreiung vom Nationalsozialismus durch ein Internationales Komitee vom Roten Kreuz mitgeteilt wurde. Alfred Meissner kehrte im Sommer 1945 nach Prag zurück, wo er 1950 verstarb.

## Schriften (tschechisch)
- Urazové pojištění dělnické dle práva rakouského ... sepsali --- a Leo Winter (Die Arbeiterunfallversicherung) (boh.) V Praze  1904 (im Bestand der ÖNB)
- Jak se volí do obcí v Čechách (mimo Prahu a Liberec.) (Wie in Böhmen in die Gemeinden gewählt wird.)  Dělnická knihtiskárna  v Praze  1909 (im Bestand der ÖNB)
- Nároky vdov a sirotků po padlých vojínech. (Ansprüche der Witwen und Waisen der im Kriege gefallenen Soldaten.) Sveceny    V Praze  1914 (im Bestand der ÖNB)
- Hlas českého socialního demokrata o krajském zřízení a národnostní autonomii. (Die Stimme des tschechischen Sozialdemokraten über die Verordnung der Kreiseinteilung und die Volksautonomie.) (boh.) Sveceny    V Praze  1916 (im Bestand der ÖNB)
- Die Verwaltungsreform in Österreich, um 1917
- Kommentar zur neuen tschechoslowakischen Gemeindewahlordnung, A. Sveceny, Prag um 1924
- Die Lage der kleinen Landwirte nach der Bodenreform, A. Sveceny, Prag um 1929